# Miroslav Vacek
Miroslav Vacek (29. srpna 1935 Kolín – 31. prosince 2022 Karlovy Vary) byl český politik KSČM, bývalý československý důstojník, armádní generál, politik Komunistické strany Československa, náčelník generálního štábu ČSLA a poslanec Sněmovny národů Federálního shromáždění za normalizace a ministr národní obrany ČSSR a ČSFR v době po sametové revoluci.

## Biografie
Od věku 18 let byl členem KSČ. V roce 1956 se stal důstojníkem Československé lidové armády a roku 1967 absolvoval Vojenskou akademii v Brně, v roce 1976 vystudoval Vojenskou akademii GŠ SSSR a postupně stoupal v hierarchii Československé lidové armády. Zastával funkci velitele 20. motostřelecké divize (1976–1979), náčelníka štábu – 1. zástupce velitele 1. armády (1979–1981), 1982–1983 velitele 1. armády a následně funkci náčelníka štábu – 1. zástupce velitele Západního vojenského okruhu (1985–1987).
XVII. sjezd KSČ ho zvolil za kandidáta Ústředního výboru Komunistické strany Československa. V listopadu 1987 byl jmenován náčelníkem Generálního štábu ČSLA a 1. zástupcem ministra národní obrany ČSSR. V této funkci dohlížel na uvolňování vojenské a zbrojní politiky v rámci mezinárodních dohod o snížení počtu konvenčních ozbrojených sil v Evropě a připravoval novou vojenskou doktrínu ČSSR.
Ve volbách roku 1986 byl zvolen do české části Sněmovny národů (volební obvod č. 22 – Tábor, Jihočeský kraj). Ve Federálním shromáždění setrval do konce funkčního období, tedy do voleb roku 1990. Netýkal se ho proces kooptací do Federálního shromáždění po sametové revoluci.
Vrchol jeho politické kariéry přišel během sametové revoluce. Ve vládě Ladislava Adamce nastoupil od 3. prosince 1989 jako ministr národní obrany ČSSR, přičemž tento post si udržel i v porevolučních poměrech v první vládě Mariána Čalfy (vláda národního porozumění) a krátce i v druhé vládě Mariána Čalfy, v níž zasedal až do října 1990. Václav Havel ho oceňoval jako nepostradatelného odborníka. Teprve rostoucí tlak veřejnosti vedl k jeho vytlačení z federální vlády.
Koncem roku 1990 se účastnil „mise dobré vůle“ do Iráku, s cílem odvézt do ČSFR československé občany, kteří tam byli izolováni v důsledku napětí v předvečer války v Perském zálivu. V roce 1991 odešel z armády do zálohy. Publikoval vzpomínkové a politické knihy Proč bych měl mlčet…, Na rovinu a Rozsoudí nás čas, aneb život není na povel. Věnoval se také podnikání.
Do vrcholné politiky promlouval ještě v 90. letech. Ve volbách v roce 1996 byl zvolen do Poslanecké sněmovny Parlamentu České republiky za KSČM a mandát zastával do konce funkčního období, tedy do předčasných voleb v roce 1998.

## Vyznamenání
- Medaile Za službu vlasti, 1955
- Medaile Za zásluhy o obranu vlasti, 1962
- Medaile Za upevňování přátelství ve zbrani[12], II. stupeň, 1972
- Pamětní medaile k 25. výročí Vítězného února, 1973
- Řád rudé hvězdy, 1974
- Pamětní medaile k 30. výročí národně osvobozeneckého boje našeho lidu a osvobození Československa Sovětskou armádou, 1975
- Jubilejní medaile 60 let ozbrojených sil SSSR[13], 1978 (SSSR)
- Medaile Za upevňování bojového přátelství[14], 1982 (SSSR)
- Medaile bratrství ve zbrani[15], zlatá (NDR)
- Pamětní medaile 40. výročí osvobození ČSSR, 1985
- Medaile Za zásluhy o ČSLA I. stupně